# Théorème de Hille-Yosida
En théorie des semi-groupes (en), le théorème de Hille-Yosida est un outil puissant et fondamental reliant les propriétés de dissipation de l'énergie d'un opérateur non borné {\displaystyle A:D(A)\subset X\longrightarrow X} à l'existence et l'unicité et la régularité des solutions d'une équation différentielle (E)
{\displaystyle {\begin{cases}x'(t)=Ax(t)\\x(0)=x_{0}\end{cases}}}.
Ce résultat permet notamment de donner l'existence, l'unicité et la régularité des solutions d'une équation aux dérivées partielles plus efficacement que le théorème de Cauchy-Lipschitz-Picard, plus adapté aux équations différentielles ordinaires.

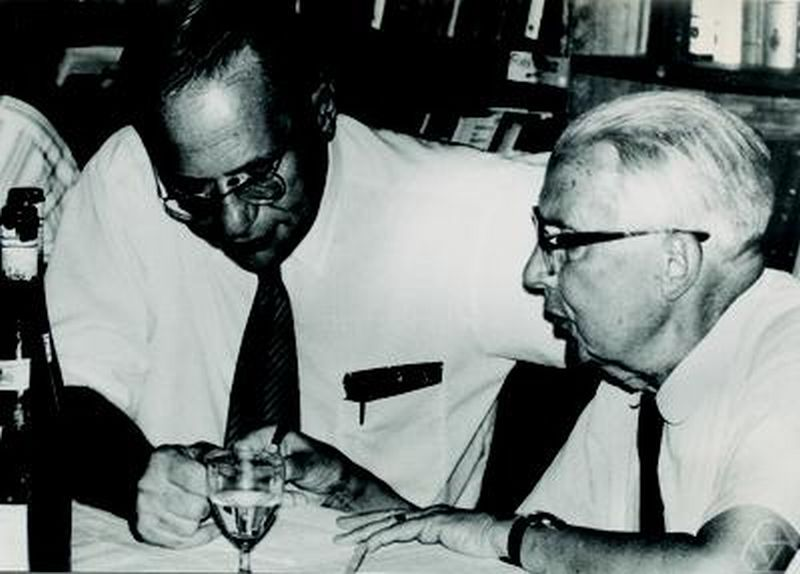
Einar Hille (1894-1980) à droite

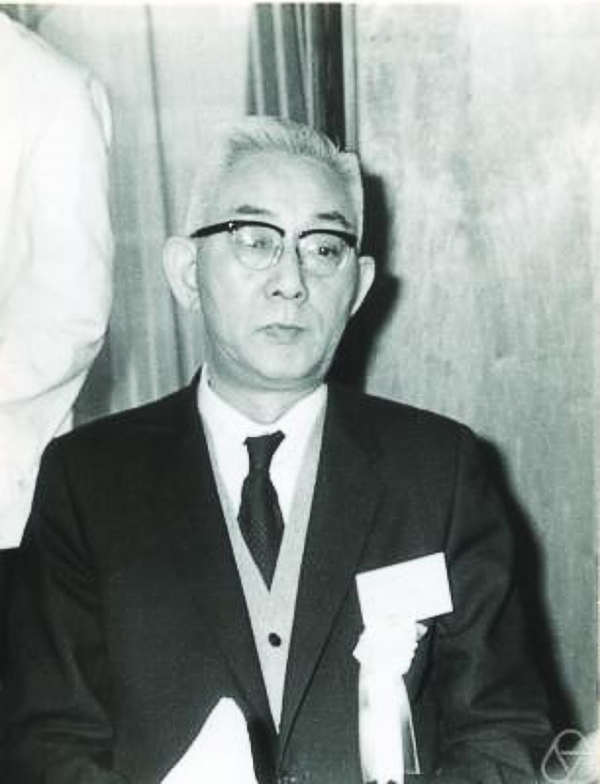
Kōsaku Yosida (1909-1990)

## Semi-groupes
La théorie des semi-groupes doit son origine à l'étude du flot d'une équation différentielle ordinaire autonome en dimension finie ainsi que de l'exponentielle d'opérateurs.

### Définitions
Soit {\displaystyle X} un espace de Banach ; on dit que la famille d'opérateurs linéaires {\displaystyle \left(S(t)\right)_{t\geq 0}} est un semi-groupe (fortement continu) si :
1. {\displaystyle \forall t\geq 0,~S(t)\in {\mathcal {L}}(X)}
2. {\displaystyle S(0)=\mathrm {Id} _{{\mathcal {L}}(X)}}
3. {\displaystyle \forall (s,t)\geq 0,~S(s+t)=S(s)\circ S(t)}
4. {\displaystyle \forall x\in X,~\lim _{t\rightarrow 0^{+}}S(t)x=x}

La condition 4 est équivalente à ce que {\displaystyle \forall x\in X,~t\mapsto S(t)x~\in {\mathcal {C}}^{0}(\mathbb {R} ^{+},X)}.
Si on remplace 4 par : {\displaystyle \lim _{t\rightarrow 0^{+}}\|S(t)-Id\|_{{\mathcal {L}}(X)}=0} on dit que {\displaystyle \left(S(t)\right)_{t\geq 0}} est uniformément continu.
On retrouve (vaguement) avec cette définition la notion de famille à un paramètre de difféomorphismes bien connue en théorie des équations différentielles ordinaires.

On définit le générateur infinitésimal {\displaystyle (A,D(A))} d'un semi-groupe fortement continu {\displaystyle \left(S(t)\right)_{t\geq 0}} comme l'opérateur non borné {\displaystyle A:D(A)\subset X\longrightarrow X} où :
{\displaystyle D(A)=\left\{x\in X,~\lim _{t\rightarrow 0}{\frac {S(t)x-x}{t}}{\text{ existe}}\right\}}
{\displaystyle \forall x\in D(A),~Ax=\lim _{t\rightarrow 0}{\frac {S(t)x-x}{t}}}
Dans le cas où {\displaystyle D(A)=X} et {\displaystyle A\in {\mathcal {L}}(X)} la famille d'opérateurs {\displaystyle \left(e^{tA}\right)_{t\geq 0}} (définie classiquement par sa série) est un semi-groupe fortement continu de générateur infinitésimal {\displaystyle A}: c'est pourquoi on note parfois abusivement {\displaystyle S(t)=e^{tA}}.

On dit que le semi-groupe {\displaystyle \left(S(t)\right)_{t\geq 0}} est de contraction si {\displaystyle \forall t\geq 0,~\|S(t)\|_{{\mathcal {L}}(X)}\leq 1}.

### Propriétés des semi-groupes de contraction
Théorème 1 — Soit {\displaystyle X} un espace de Banach, {\displaystyle \left(S(t)\right)_{t\geq 0}} un semi-groupe de contraction sur {\displaystyle X} et {\displaystyle (A,D(A))} son générateur infinitésimal. Alors :
1. {\displaystyle \forall x\in X} le flot {\displaystyle t\mapsto S(t)x\in {\mathcal {C}}^{0}(\mathbb {R} ^{+},X)}
2. {\displaystyle \forall x\in D(A)} et {\displaystyle \forall t\geq 0} on a {\displaystyle S(t)x\in D(A)}, le flot {\displaystyle t\mapsto S(t)x\in {\mathcal {C}}^{1}(\mathbb {R} ^{+},X)} et vérifie {\displaystyle x'(t)=Ax(t)}
3. {\displaystyle (A,D(A))} est fermé de domaine dense.

Théorème 2 (Caractérisation des générateurs infinitésimaux)[réf. nécessaire] — Soit {\displaystyle A:D(A)\subset X\longrightarrow X} un opérateur non borné sur {\displaystyle X}. On a l'équivalence :
1. {\displaystyle (A,D(A))} est le générateur infinitésimal d'un semi-groupe de contraction
2. {\displaystyle D(A)} est dense et pour toute condition initiale {\displaystyle x_{0}\in D(A)} il existe une unique solution {\displaystyle t\mapsto x(t)\in {\mathcal {C}}^{1}(\mathbb {R} ^{+},X)} de (E).

De plus, sous cette hypothèse, la solution {\displaystyle x(t)} est à valeurs dans {\displaystyle D(A)} et vérifie {\displaystyle \|x(t)\|_{X}\leq \|x_{0}\|_{X}} ainsi que {\displaystyle \|x'(t)\|_{X}\leq \|Ax(t)\|_{X}\leq \|Ax_{0}\|_{X}} (inégalités d'énergie).
On commence à voir apparaître le lien entre le problème (E) et la notion de semi-groupe. Pour préciser, il faut maintenant introduire la notion d'opérateur dissipatif.

## Opérateurs dissipatifs

### Définitions
- Un opérateur {\displaystyle (A,D(A))} est dissipatif si {\displaystyle \forall x\in D(A),\forall \lambda >0,~\|x-\lambda Ax\|\geq \|x\|}. Dans le cas où {\displaystyle X=H} est hilbertien on montre que A est dissipatif si et seulement si {\displaystyle \forall x\in D(A),\,{\mathfrak {Re}}(\langle Ax,x\rangle _{H})\leq 0}.

Remarque: Si {\displaystyle (A,D(A))} est un opérateur dissipatif alors {\displaystyle \forall \lambda >0} l'opérateur {\displaystyle (\mathrm {Id} -\lambda A)} est injectif car {\displaystyle (I-\lambda A)x=0\Rightarrow 0\leq \|x\|\leq \|(I-\lambda A)x\|=0\Rightarrow x=0}.
- Si de plus {\displaystyle \forall \lambda >0}, {\displaystyle \mathrm {Id} -\lambda A} est surjectif on dit que {\displaystyle (A,D(A))} est maximal-dissipatif (ou m-dissipatif). On peut montrer que {\displaystyle \forall \lambda >0}, {\displaystyle \mathrm {Id} -\lambda A} est surjectif si et seulement si

{\displaystyle \exists \lambda _{0},\mathrm {Id} -\lambda _{0}A~{\text{surjectif}}}.
En pratique pour montrer qu'un opérateur est m-dissipatif on montre d'abord à la main qu'il est dissipatif et on résout ensuite un problème variationnel pour une valeur {\displaystyle \lambda _{0}} bien choisie (par exemple avec le théorème de Lax-Milgram, voir exemple de l'équation de la chaleur traité plus bas).
Dans ce cas l'opérateur {\displaystyle (\mathrm {Id} -\lambda A)} est un isomorphisme (a priori non continu) de {\displaystyle L(D(A),X)} et on note {\displaystyle J_{\lambda }=(\mathrm {Id} -\lambda A)^{-1}}, qu'on appelle la résolvante de A. De plus, 
{\displaystyle \|J_{\lambda }y\|_{X}\leq \|(\mathrm {Id} -\lambda A)[J_{\lambda }y]\|_{X}\leq \|y\|_{X}}, {\displaystyle J_{\lambda }\in {\mathcal {L}}\left((X,\|.\|_{X}),(D(A),\|.\|_{X})\right)}.
Nous allons voir que cette propriété de continuité peut être améliorée (on va rendre moins fine la topologie sur {\displaystyle (D(A),\|.\|_{X})} en munissant {\displaystyle D(A)} d'une norme {\displaystyle \|.\|_{D(A)}}).

### Propriétés des opérateurs m-dissipatifs
Propriété 1: si {\displaystyle (A,D(A))} est m-dissipatif alors c'est un opérateur fermé.
Corollaire 1 : pour {\displaystyle x\in D(A)} on pose {\displaystyle \|x\|_{D(A)}=\|x\|_{X}+\|Ax\|_{X}}. Alors {\displaystyle \|.\|_{D(A)}} est une norme pour laquelle {\displaystyle D(A)} est un espace de Banach et {\displaystyle A\in {\mathcal {L}}\left((D(A),\|.\|_{A}),(X,\|.\|_{X})\right)}.
Propriété 2 : si {\displaystyle H} est un espace hilbertien et {\displaystyle A:D(A)\subset H\longrightarrow H} est m-dissipatif alors il est à domaine dense.
Propriété 3 : réciproquement si {\displaystyle A:D(A)\subset H\longrightarrow H} est de domaine dense, dissipatif, fermé et tel que son adjoint {\displaystyle (A^{*},D(A^{*}))} est dissipatif alors {\displaystyle (A,D(A))} est m-dissipatif.
Corollaire 3 : toujours dans le cadre hilbertien
1. si {\displaystyle (A,D(A))} est dissipatif autoadjoint à domaine dense alors il est m-dissipatif,
2. si {\displaystyle (A,D(A))} est anti-adjoint à domaine dense alors il est m-dissipatif.

Remarque : dans ce dernier résultat, la condition de dissipativité n'est pas nécessaire car {\displaystyle (A,D(A))} anti-adjoint entraîne que {\displaystyle \langle Ax,x\rangle _{H}=0} donc la dissipativité, voir l'exemple de l'équation des ondes plus bas.

## Théorème de Hille-Yosida

### Énoncé
Théorème 3 (Hille-Yosida) — Soit {\displaystyle X} un espace de Banach et {\displaystyle A:D(A)\subset X\longrightarrow X} un opérateur non borné. On a l'équivalence
1. {\displaystyle (A,D(A))} est m-dissipatif à domaine dense
2. {\displaystyle (A,D(A))} est le générateur infinitésimal d'un semi-groupe de contraction

Le point 1 du théorème précédent peut être réécrit en termes de résolvante : 
1. ' {\displaystyle (A,D(A))}, opérateur fermé à domaine dense, vérifie {\displaystyle (0,+\infty )\subset \rho (A)} et {\displaystyle \|R_{\lambda }\|_{{\mathcal {L}}(X)}\leq {\frac {1}{\lambda }}} pour tout {\displaystyle \lambda >0}.

Ainsi sous ces hypothèses et d'après le théorème 2 pour toute condition initiale {\displaystyle x_{0}\in D(A)} il existe une unique solution forte {\displaystyle t\mapsto x(t)} dans {\displaystyle {\mathcal {C}}^{0}(\mathbb {R} ^{+},(D(A),\|.\|_{D(A)}))\cap {\mathcal {C}}^{1}(\mathbb {R} ^{+*},(X,\|.\|_{X}))}. Lorsque la condition initiale est prise quelconque dans X on a une solution faible {\displaystyle t\mapsto x(t)=S(t)x} de classe seulement {\displaystyle {\mathcal {C}}^{0}(\mathbb {R} ^{+},(X,\|.\|_{X}))} (et on montre que toute solution faible est limite dans {\displaystyle X} de solutions fortes).

### Régularité des solutions
On constate que la régularité de la solution est étroitement liée au choix de la condition initiale en fonction du domaine de A : il est donc naturel de penser qu'en imposant plus de « régularité » à {\displaystyle x_{0}} on obtienne plus de régularité sur les solutions. Plus précisément on pose pour {\displaystyle k\geq 2}, {\displaystyle D(A^{k})=\{x\in D(A^{k-1}),~Ax\in D(A^{k-1})\}}. Alors on a le théorème suivant.
Théorème 4 — On peut munir les {\displaystyle D(A^{k})} des normes {\displaystyle \|x\|_{D(A^{k})}=\sum _{i=0}^{k}\|A^{i}x\|} pour lesquels ce sont des espaces de Banach. De plus si la condition initiale {\displaystyle x_{0}\in D(A^{k})} alors la solution est de classe
{\displaystyle {\mathcal {C}}^{k}(\mathbb {R} ^{+*},X)} et {\displaystyle {\mathcal {C}}^{k-i}(\mathbb {R} ^{+*},D(A^{i}))} pour {\displaystyle i=1...k} et au sens des topologies précédentes.

## Exemples

### L'équation de la chaleur
On se donne {\displaystyle \Omega } un ouvert borné de classe {\displaystyle {\mathcal {C}}^{2}} de {\displaystyle \mathbb {R} ^{n}} et on cherche à résoudre l'équation de la chaleur
{\displaystyle {\begin{cases}\partial _{t}u(x,t)-\Delta u(x,t)=0\\u(x,0)=u_{0}(x)\end{cases}}}
sur {\displaystyle (x,t)\in \Omega \times [0,+\infty ]} pour une condition initiale donnée.
On peut réécrire cette équation aux dérivées partielles sous la forme d'une équation différentielle ordinaire {\displaystyle y'(t)=Ay(t)} en posant {\displaystyle X=H=L^{2}(\Omega )}, {\displaystyle y(t)=u(.,t)\in H} et en définissant {\displaystyle (A,D(A))} par {\displaystyle D(A)=H^{2}(\Omega )\cap H_{0}^{1}(\Omega )\subset L^{2}(\Omega )} et {\displaystyle Ax=\Delta x} pour tout {\displaystyle x\in D(A)}. Nous sommes dans le bon cadre pour utiliser la théorie des semi-groupes et le théorème de Hille-Yosida ; reste à montrer que l'opérateur A est m-dissipatif.
Il est bien connu que le laplacien est un opérateur autoadjoint :
{\displaystyle \langle Au,v\rangle _{H}=\int _{\Omega }(\Delta u)v=-\int _{\Omega }\nabla u\cdot \nabla v=\int _{\Omega }u(\Delta v)=\langle u,Av\rangle _{H}}
par double intégration par parties, et que {\displaystyle D(A)} est dense dans {\displaystyle L^{2}(\Omega )}, il suffit donc de montrer qu'il est dissipatif ou de façon équivalente que {\displaystyle \Re (\langle Ax,x\rangle _{H})\leq 0}. Or tout {\displaystyle x\in D(A)=H^{2}(\Omega )\cap H_{0}^{1}(\Omega )} est de trace nulle, donc en intégrant par parties {\displaystyle \Re (\langle Ax,x\rangle _{H})=-\int _{\Omega }\|\nabla x\|_{\mathbb {R} ^{n}}^{2}\leq 0}.
Le corollaire 3 et le théorème de Hille-Yosida permettent enfin de conclure quant à l'existence-unicité et la régularité des solutions.
On remarque de plus que 
{\displaystyle {\frac {d}{dt}}\left(\|y(t)\|_{H}^{2}\right)=2\langle y'(t),y(t)\rangle _{H}=2\langle Ay(t),y(t)\rangle _{H}\leq 0}
On retrouve, bien sûr, le côté dissipatif et irréversible de l'équation de la chaleur.

### L'équation des ondes
L'équation des ondes homogène se formule dans un domaine {\displaystyle \Omega } suffisamment régulier (c'est-à-dire {\displaystyle {\mathcal {C}}^{2}} en pratique) et sur un intervalle de temps {\displaystyle [0,T)} (avec {\displaystyle T>0}) selon
{\displaystyle \left\{{\begin{array}{rcll}u_{tt}(t,x)-\Delta u(t,x)&=&0&\forall (t,x)\in (0,T)\times \Omega \\u(0,x)&=&f(x)&\forall x\in \Omega \\u_{t}(0,x)&=&g(x)&\forall x\in \Omega \end{array}}\right.}
On se place dans la théorie des semi-groupes en mettant l'équation précédente au premier ordre en temps. On pose alors
{\displaystyle {\mathcal {A}}=\left({\begin{array}{cc}0&I\\\Delta &0\end{array}}\right)}, {\displaystyle {\mathcal {Y}}=\left({\begin{array}{c}u\\v\end{array}}\right)}
(avec {\displaystyle v=u'}) et 
{\displaystyle {\mathcal {Y}}_{0}=\left({\begin{array}{c}f\\g\end{array}}\right).}
L'équation devient alors
{\displaystyle \left\{{\begin{array}{rcll}{\mathcal {Y}}'(t)&=&{\mathcal {A}}{\mathcal {Y}}(t)\\{\mathcal {Y}}(0)&=&{\mathcal {Y}}_{0}\end{array}}\right.}.
Le domaine du Laplacien étant {\displaystyle D(\Delta )=H^{2}(\Omega )\cap H_{0}^{1}(\Omega )}, celui de {\displaystyle {\mathcal {A}}} est {\displaystyle D({\mathcal {A}})=H^{2}(\Omega )\cap H_{0}^{1}(\Omega )\times H_{0}^{1}(\Omega )} sur {\displaystyle H=H_{0}^{1}(\Omega )\times L^{2}(\Omega )}. Les conditions initiales seront alors prises dans {\displaystyle H}. Le produit scalaire dans {\displaystyle H} est défini pour tout couple {\displaystyle (u,v)} dans {\displaystyle H} ({\displaystyle u=(u_{1},u_{2})} et {\displaystyle v=(v_{1},v_{2})}) par {\displaystyle (u,v)_{H}=(\nabla u_{1},\nabla v_{1})_{L^{2}(\Omega )}+(u_{2},v_{2})_{L^{2}(\Omega )}.}
Reste à vérifier que nous sommes bien dans les conditions d'application du théorème de Hille-Yosida :
1. {\displaystyle D({\mathcal {A}})} est dense dans {\displaystyle H}.
2. {\displaystyle {\mathcal {A}}} est fermé.
3. {\displaystyle {\mathcal {A}}} est dissipatif. Ce point mérite une preuve.